# Lady Saigó
Lady Saigó (japonsky 西郷局 nebo 西郷の局, Saigó no Cubone, 1552 – 1. července 1589), známá také jako Oai, byla jednou z konkubín Iejasu Tokugawy, samuraje, který na konci 16. století sjednotil Japonsko a následně mu vládl jako šógun. Byla také matkou druhého tokugawského šóguna Hidetady Tokugawy. Její zásluhy byly považovány za natolik významné, že byla posmrtně uvedena do vyššího prvního stupně císařského dvora, což je nejvyšší vyznamenání, které může japonský císař udělit.
Lady Saigó během vztahu s Iejasu Tokugawou ovlivňovala jeho filozofii, výběr spojenců i politiku, když se na konci období Sengoku dostal k moci. Nepřímo tak ovlivnila organizaci a složení tokugawského šógunátu. Ačkoli je o ní známo méně než o některých jiných postavách této doby, je obecně považována za „mocnou postavu v pozadí“ a její život bývá přibodobňován k „příběhu Popelky“ v kulisách feudálního Japonska.
Když získala vážené a bezpečné postavení oficiální konkubíny a matky Iejasuova dědice, využívala paní Saigó svého vlivu a bohatství k dobročinným účelům. Jako oddaná buddhistka věnovala hodně prostředků chrámům v provincii Suruga, kde jako Iejasuova choť sídlila. Přebývala tam nejprve na hradě v Hamamacu a později na hradě Sunpu. Sama byla silně krátkozraká a založila charitativní organizaci, která pomáhala zrakově postiženým ženám v nouzi. Lady Saigó zemřela mladá za poněkud záhadných okolností.
Lady Saigó měla čtyři děti: syna a dceru (Kacutada a Tokuhime Saigó) z prvního manželství a jako konkubína Iejasu Tokugawy porodila dva syny: Hidetada Tokugawu a Tadajošiho Macudaira. Mezi následovníky Lady Saigó patřila císařovna Meišó, jedna z mála žen, které usedly na chryzantémový trůn jako císařovny.

## Jméno
Často používaný pojem „Saigó-no-Cubone“ je spíše oficiálním titulem nežli jménem. V dospělosti byla adoptována klanem Saigó, takže směla používat příjmení Saigó. Později, když byla jmenována první konkubínou Iejasu Tokugawy, byl k příjmení připojen titul „cubone“. Titul byl jednou z několika přípon udělovaných vysoce postaveným ženám (mezi další patří -kata a -dono). Udělení titulu záviselo na společenské třídě a vztahu k samurajskému pánovi, například na tom, zda byla legitimní manželkou nebo konkubínou, či zda měla děti. Výraz cubone označuje obytné prostory vyhrazené pro dvorní dámy a používal se v případech, kdy byly někomu poskytnuty soukromé prostory, například pro vysoce postavené konkubíny s dětmi. Titul cubone se používal pro konkubíny od období Heian až do období Meidži (od osmého století do začátku dvacátého století) a běžně se do angličtiny překládá jako „Lady“.
Ačkoli se rodné jméno Lady Saigó v dochovaných dokumentech z její doby nevyskytuje, existují dobré důkazy, že její pravé jméno bylo Masako (昌子). Používala ho ale velmi zřídka. Její nejčastěji používané jméno bylo Oai (お愛 nebo 於愛, což znamená „láska“) a nejspíše šlo o přezdívku, kterou získala v již dětství. Důvěrní přátelé a rodina jí Oai nazývali po celý život. Po smrti jí nicméně bylo propůjčeno posmrtné buddhistické jméno a dnes se často používá zkratka tohoto jména, Hódai-in (宝台院).

## Kontext
Klan Saigó byl jednou z větví významného klanu Kikuči z Kjúšú, který se v 15. století přestěhoval na sever do provincie Mikawa. Roku 1524 vojska Macudairy Kijojasua (1511–1536), dědečka Iejasu Tokugawy, během dobývání provincie Mikawa vtrhla na hrad Rjamanaka a obsadila sídlo klanu Saigó. Krátce po bitvě se Nobusada Saigó, v pořadí třetí představitel klanu Saigó, podřídil klanu Macudaira. Po Kijojasua předčasné smrti v roce 1536 a neúspěšné vládě a a brzké smrti Hirotady Macudairy (1526–1549) se klan Macudaira ocitl bez vůdce. V důsledku toho se klan podřídil Jošimoto Imagowi (1519–1560) z provincie Suruga východně od Mikawy. Když se Imagowi podřídili Macudairaové, následovaly je i jejich vazalské klany, mezi něž patřili i Saigóové.
Po bitvě u Okehazamy (1560) se Masakacu Saigó pokusil znovu prosadit nezávislost klanu a zároveň ustoupit Imagowi v některých pozemkových záležitostech. V reakci na to Udžizane Imagawa zadržel třináct mužů z klanu Saigó a nechal je poblíž hradu Jošida nabodnout na kůl. Nicméně tím Masakacu neodradil, a tak v roce 1562 Imagowa zahájil trestnou výpravu do východní Mikawy, kde zaútočil na dva hlavní hrady klanu Saigó. Masakacu byl zabit v bitvě o hrad Gohonmacu. Jeho nejstarší syn Motomasa byl zabit v bitvě o hrad Wačigaja. Vedení klanu tak přešlo na dalšího Masakacuova syna, Kijokazua Saigóa (1533–1594), který slíbil věrnost klanu Macudaira pod vedením Iejasu Tokugawy v jejich vzájemném boji proti Imagawům. V roce 1569 moc Imagawů zásadně oslabila obléháním hradu Kakegawa, kdy Iejasu Tokugawa donutil Udžizane Imagawu ke kapitulaci.
Jméno matky Lady Saigó ani přesné datum narození nejsou v žádných existujících dokumentech zaznamenány. Je o ní známo, že byla starší sestrou Kijokazua Saigóa. Otcem Lady Saigó byl Tadaharu Tocuka z provincie Tótómi, která byla pod přímou kontrolou klanu Imagawa. Sňatek mezi Tadaharuem a jeho manželkou byl velmi pravděpodobně domluven klanem Imagawa.

## Životopis

### Dětství
Lady Saigó se narodila roku 1552 na hradě Nišikava, jednom z menších hradů klanu Saigó. Velmi pravděpodobně brzy po narození dostala jméno Masako. Masako prožila dětství se svými dvěma sourozenci ve východní provincii Mikawa a získala si přezdívku Oai. V roce 1554 zahynul její otec Tadaharu v bitvě u Enšú-Omori mezi klany Imagawa a Hódžó. O dva roky později se její matka provdala za Masanaa Hattoriho. Z jejich svazku vzešly čtyři děti, z nich dospělosti se však dožily pouze dvě.
Podle některých pravemů se Lady Saigó po dosažení „dospělosti“ vdala, ale brzy poté ovdověla. Jméno manžela nicméně známé není a děti zřejmě neměli. Jiné zdroje se o sňatku nezmiňují nebo naznačují, že žádné dřívější „první“ manželství nikdy nebylo. S jistotou víme, že se Lady Saigó v roce 1567 provdala za Jošikacu Saigóa, svého bratrance a Motomasova syna, který měl již dvě děti od své předchozí zesnulé manželky. Oai porodila Jošikacuovi dvě děti. Jejich syn Kacutada Saigó se narodil kolem roku 1570. Měli také dceru, která se snad jmenovala Tokuhime.
V roce 1571 byl Jošikacu Saigó zabit v bitvě u Takehiro, kde bojoval s invazními vojsky klanu Takeda vedenými Nobutomem Akijamou. Brzy po Jošikacuově smrti byla Oai formálně adoptována svým strýcem Kijokazuem Saigóem, tehdejší hlavou klanu Saigó. Nicméně se rozhodla žít se svou matkou v domě svého nevlastního otce.

### Iejasu Tokugawa

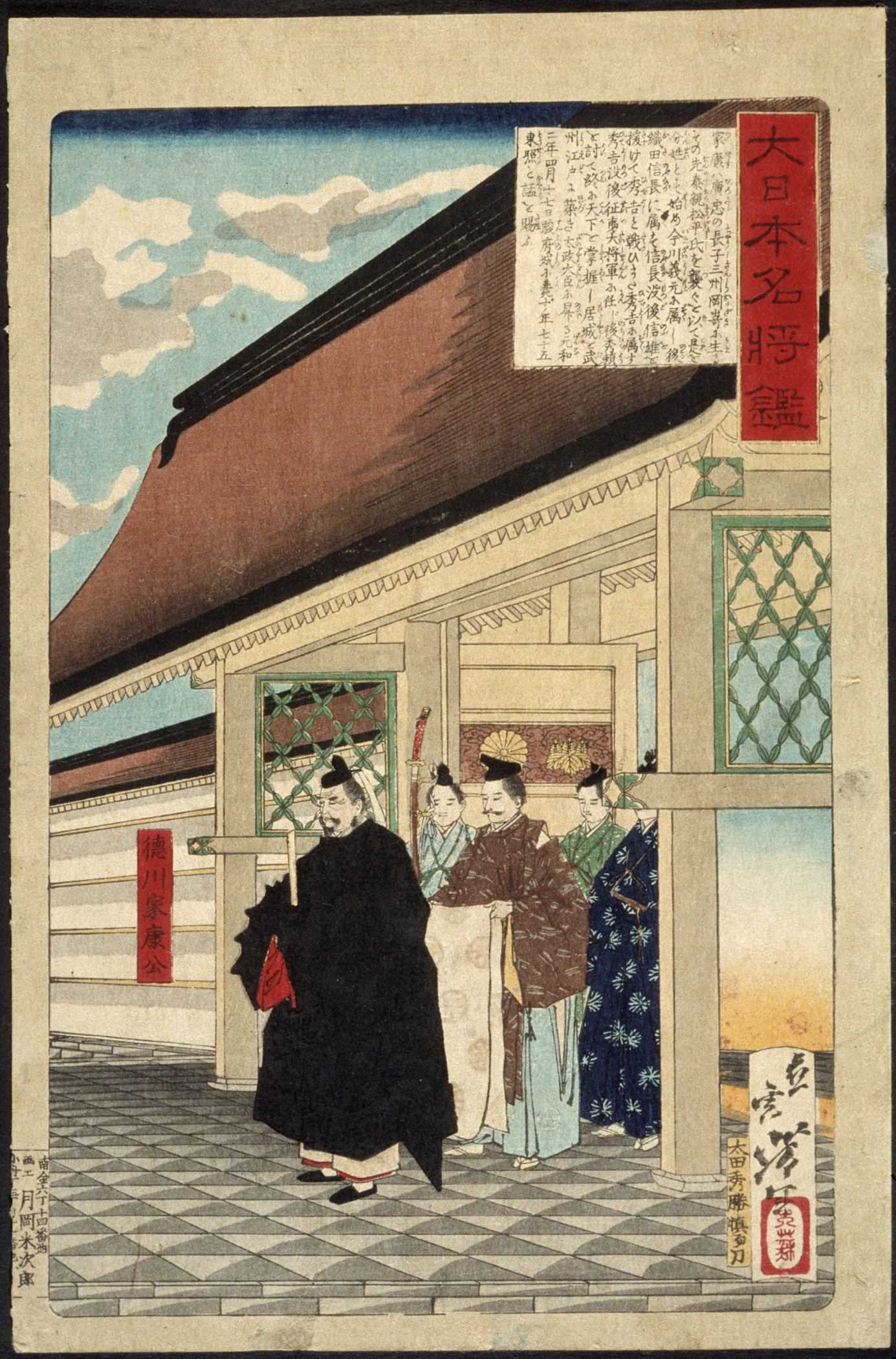
Iejasu Tokugawa u vchodu do paláce

Oai se poprvé setkala s Iejasu Tokugawou když jí bylo 17 nebo 18 let. V té době navštívil Iejasu klan Saigó a Oai podávala čaj. Předpokládá se, že již tenkrát mezi nimi přeskočila jiskra, ale protože byla tehdy vdaná, nic dalšího se nemohlo stát. Nicméně mezi nimi vzniklo přátelství, které se dále rozvinulo v 70. letech 15. století v opravdovou oboustrannou náklonnost. Tento názor je v rozporu s rozšířeným dojmem, že Iejasu byl bezohledný vůdce, jenž se všemi ženami, stejně jako se všemi svými potomky zacházel jako se zbožím, které mělo být použito podle potřeby ve prospěch klanu nebo jeho vlastních ambicí. Je však také známo, že Iejasu si cenil osobních zásluh více než pokrevního původu. V této době si Iejasu nechal postavit dům ve východní Mikawě, daleko od sídla své tehdejší manželky, paní Cukijamy, v Okazaki. Sňatek mezi Iejasuem a paní Cukijamou zajistil její strýc Jošimoto Imagawa, aby pomohl upevnit vazby mezi oběma klany. Iejasu ale těžko snášel žárlivost, bouřlivé nálady a výstřední zvyky své ženy.
Od doby bitvy u Mikatagahary (1573), možná v době krátce po ní, Iejasu začal Lady Saigó více a více důvěřovat a v různých záležitostech se s ní radil. Oai údajně Iejasuovi radila i v době, kdy se blížila bitva u Nagašina (1575), která byla významným zlomem v Iejasuově kariéře i v dějinách Japonska.
Na jaře 1578 se Oai přestěhovala na hrad Hamamacu, kde převzala vedení kuchyně. Stala se velmi oblíbenou zejména u bojovníků z její rodné provincie, kteří nejen obdivovali její krásu, ale považovali ji za jemný a ctnostný příklad ženy z Mikawy. Iejasův sňatek byl domluven z politických důvodů a mnoho jeho pozdějších konkubín bylo vybráno také podle politických potřeb. Je ale pravděpodobné, že Oai si vybral z jiných důvodů, už jen proto, že tento sňatek mu nemohl přinést žádnou novou politickou výhodu. Příslušníci klanu Saigó byli loajálními vazaly. Dne 2. května 1579 Oai porodila Iejasuovi třetího syna, který se stal známým jako Hidetada Tokugawa. Díky tomu se postavení Oai stalo jistějším a byla přijata jako první Iejasuova partnerka. Na základě tohoto vztahu a z úcty k jejímu mírnému chování a oddanosti Iejasuovi se jí začalo říkat uctivým titulem Saigó-no-cubone neboli Lady Saigó.
V témže roce Nobunaga Oda obvinil paní Cukijamu z plánování spiknutí s klanem Takeda. Přestože důkazy byly slabé, Iejasu svého spojence znovu ujistil o své loajalitě tím, že nechal svou ženu popravit na břehu jezera Sanaru v Hamamacu. Nobujasu Tokugawa, Iejasuův první syn z manželství s Cukijamou, byl držen ve vězení, až mu Iejasu nařídil spáchat seppuku. Po jejich smrti pozice Lady Saigó u dvora stala takřka neotřesitelnou. Hidetada se také oficiálně stal Iejasuovým nástupcem.
Iejasův čtvrtý syn, druhý z manželství s Lady Saigó, se narodil 18. října 1580. Znám byl pod jménem Tadajoši Macudaira. To začal používat poté, co jej adoptoval Ietada Macudaira, hlavní představitel fukózuovské větve klanu Macudaira. V témže roce nechala Lady Saigó založit chrám na památku své matky. V roce 1586 pak Lady Saigó jela po boku Iejasua, když triumfálně vjížděl do nově zrekonstruovaného hradu Sunpu. Jednalo se o symbolickou oslavu jeho vítězství nad nepřáteli a podmanění si regionu, ale také o viditelné a symbolické gesto vůči Lady Saigó, způsob, jakým jí Iejasu veřejně vyjádřil uznání a úctu.

### Dobročinné aktivity
Během pobytu na hradě Sunpu se Lady Saigó modlila v buddhistickém chrámu zvaném Rjúsen-dži (龍泉寺). Trpěla vysokým stupněm krátkozrakosti a sama často darovala peníze, oblečení, potraviny a další potřebné věci slepým ženám a organizacím, které takto postiženým ženám pomáhaly. Nakonec založila komunitní školu s obytnými prostory poblíž Rjúsen-dži, která pomáhala nemajetným slepým ženám. Mimo jiné se tam ženy učily profesionálně hrát na šamisen (tradiční strunný nástroj) a pomáhala jim poté najít zaměstnání. Těmto ženám se říkalo goze (瞽女) a připomínaly potulné bardy (Minstrely). ženy získaly členství v organizaci podobné cechu a hudebnice s učednicemi byly vysílány na různá místa. Hrály pouze skladby ze schváleného repertoáru a řídily se přísným kodexem pravidel chování a přípustných obchodních transakcí, jejichž cílem bylo udržet jejich bezúhonnou pověst. Ještě na smrtelné posteli napsala Lady Saigó dopis, v němž prosila o zachování této organizace.

### Úmrtí

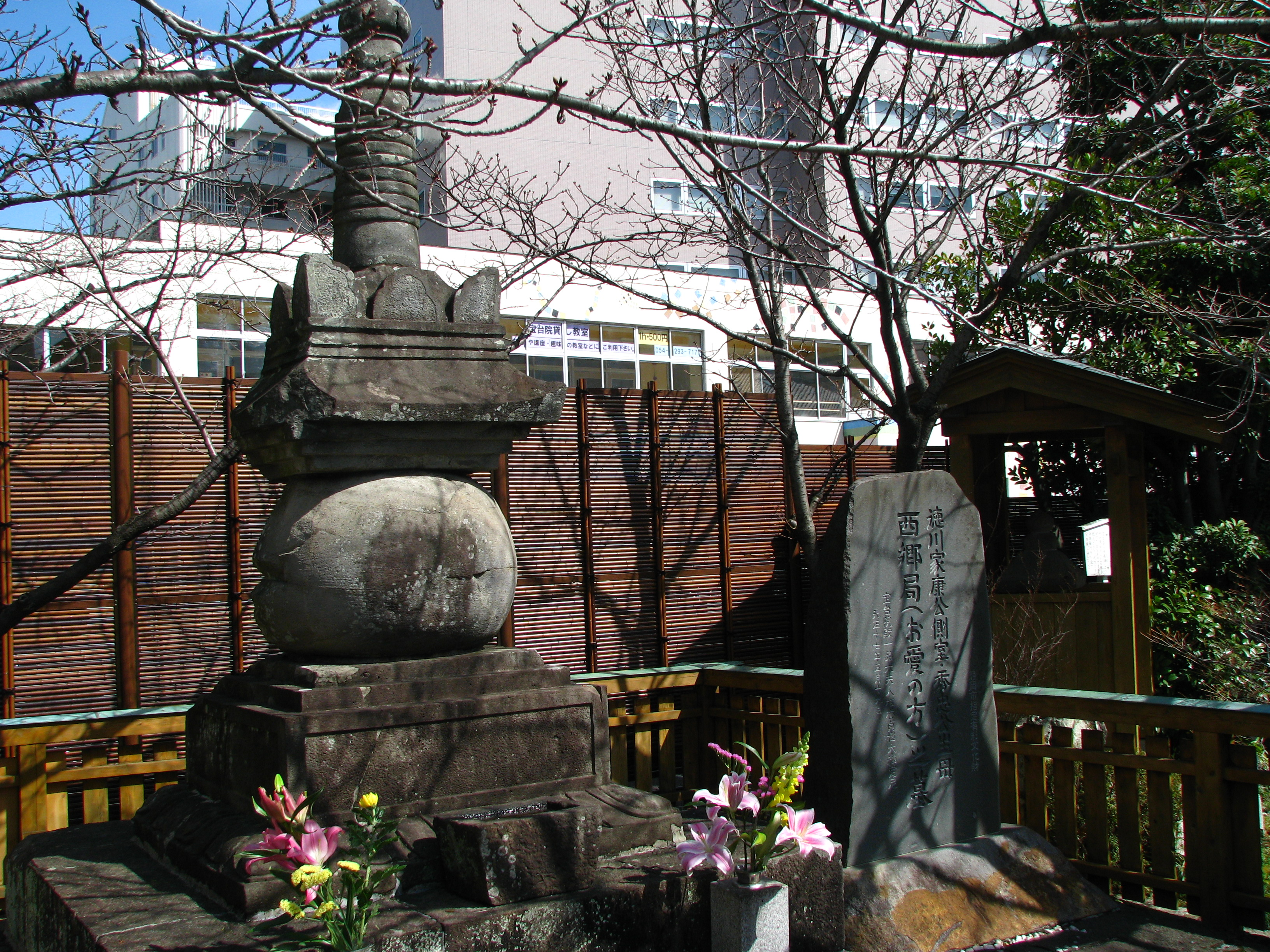
Hrob Lady Saigó

Krátce poté, co se Lady Saigó usadila na hradě Sunpu, se její zdravotní stav začal zhoršovat. Říkalo se, že se na jejím zdraví podepsaly „fyzické a citové potíže“, nikdo jí ale nedokázal pomoci. 1. července 1589 Lady Saigó zemřela, bylo jí 37 let. Příčina jejího předčasného úmrtí nebyla nikdy zjištěna, a přestože se v té době objevilo podezření, že byla zavražděna, nic takového nebylo prokázáno. Později se objevily zvěsti, že ji otrávila služebná oddaná Iejasuově (již zesnulé) manželce, paní Cukijamě.
V době své smrti byla Lady Saigó považována de facto za Iejasuovu manželku. Ostatky paní Saigó byly uloženy v Rjúsen-dži. Po její smrti se údajně před chrámem shromáždilo několik slepých žen ke společné modlitbě.

## Odkaz
Po úmrtí Lady Saigó pokračoval Iejasu Tokugawa spolu s Hidejošim Tojotomim ve svém tažení. Po vítěžném obléhání hradu Odawara v roce 1590 souhlasil Iejasu s tím, že se vzdá všech svých panství v Hidejošiho prospěch výměnou za oblast Kantō. Hidejoši pak v roce 1598 zemřel. Do roku 1603 získal Iejasu zpět hrad Sunpu, dokončil sjednocení Japonska a císař ho jmenoval šógunem. Roku 1604 nechal Iejasu Rjúsen-dži přemístit z Junoki do Kójamači poblíž hradu Sunpu a osobně se zúčastnil buddhistických pohřebních obřadů konaných na počest zesnulé Lady Saigó v den výročí její smrti. Při této příležitosti Iejasu daroval chrámovým kněžím katanu, kterou zdědil po svém otci. Spolu s katanou chrámu věnoval také svůj portrét. Tyto předměty jsou dodnes k vidění v chrámu ve městě Šizuoka.
V roce 1628 se Hidetada Tokugawa, v té době již druhý šógun na odpočinku, osobně zúčastnil obřadů konajících se na počest jeho zesnulé matky v den výročí jejího úmrtí. Tyto obřady měly pomoci jejímu duchu dosáhnout statusu buddhy (tj. osvícení). Hidetada se také zasadil o to, aby se Lady Saigó stala čestnou patronkou chrámu. Nechal jí posmrtně změnit jméno a k názvu chrámu připojil jeho první tři znaky. Dnes je tedy chrám Rjúsen-dži znám především pod přídomkem Hódai-in (宝台院). Císař Go-Mizunó zároveň udělil Lady Saigó jméno Minamoto Masako (源 晶子), čímž ji posmrtně přijal do klanu Minamoto, rozšířené císařské rodiny. S novým jménem pak byla uvedena do nižšího prvního stupně císařského dvora. Později byl její status povýšen na vyšší první stupeň, což je nejvyšší a nejvýznamnější ocenění, které mohl a může císař udělit jen několika málo poddaným mimo císařskou rodinu, kteří významně a pozitivně ovlivnili dějiny Japonska.
V roce 1938 bylo mauzoleum Lady Saigó v Hódai-in, které se skládalo z pětistupňové stúpy nad jejím hrobem a svatyně pro uctívání jejího ducha, prohlášeno za významnou kulturní památku. Toto označení bylo zrušeno poté, co byl celý chrámový komplex zničen při velkém požáru 15. ledna 1940. Stúpa zůstala zachována, i když se při požáru převrátila, což je na ní dodnes vidět. Mnoho chrámových pokladů, včetně portrétu paní Saigó, katany a portrétu odkázaných Iejasu Tokugawou roku 1604, se kněžím podařilo zachránit. Předměty před útěkem z hořícího chrámu vyházeli z oken a dveří. Chrám byl v roce 1970 přestavěn, již s použitím železobetonu. Historické artefakty zachráněné před požárem jsou k vidění v novém chrámu Hódai-in v Šizuoca.

## Významní potomci
Lady Saigó byla matkou linie šógunů, která začala druhým šógunem z období Edo, Tokugawa Hidetadou, a skončila sedmým, Tokugawa Iecugou (1709–1716). Kromě toho byla také předkem císařské linie. V roce 1620 se Hidetadova dcera Tokugawa Masako (1607–1678) provdala za císaře Go-Mizunóa a vstoupila do císařského paláce. Jako císařovna choť Masako pomáhala udržovat císařský dvůr, podporovala umění a významně ovlivnila další tři panovníky: svou dceru a dva následující, císaře Go-Kómjó a Go-Sai, kteří byli syny císaře Go- Mizunóa s různými konkubínami. Dcerou Masako, a tedy pravnučkou lady Saigó, byla princezna Okiko (1624–1696), která nastoupila na chryzantémový trůn v roce 1629 jako císařovna Meišó. Panovala patnáct let jako 109. japonský panovník, sedmá z pouhých osmi císařoven vládnoucích v historii Japonska, dokud v roce 1643 neabdikovala.